# Dmitri Schomko
Dmitri Andrejewitsch Schomko (russisch Дмитрий Андреевич Шомко; * 19. März 1990 in Ekibastus, Kasachische SSR, Sowjetunion) ist ein kasachischer Fußballspieler. Er spielt seit 2021 beim FK Aqtöbe in der Premjer-Liga, der höchsten kasachischen Spielklasse.

## Karriere

### Verein

#### Anfänge in Ekibastus
Schomko begann seine Profikarriere 2005 beim kasachischen Zweitligisten Batyr Ekibastus. Hier kam er in der Saison 2005 auf vier Spieleinsätze und in der folgenden Spielzeit stand er neunmal für Batyr auf dem Spielfeld. Zur Saison 2007 wurde er an den Erstligisten FK Ekibastusez ausgeliehen, der in der Superliga spielte. Sein Debüt gab er am zwölften Spieltag, dem 16. Juni 2007, in der 3:2-Auswärtsniederlage gegen Qaisar Qysylorda. Insgesamt absolvierte er für Ekibastusez drei Spiele. Zum Ende der Saison musste der Verein als Strafe wegen einer Spielmanipulation in die Erste Liga zwangsabsteigen. In der Saison 2008 spielte Schomko für Energetik-2 Ekibastus, wo er sechs Spiele absolvierte.

#### Ertis Pawlodar
Anfang der Saison 2008 wechselte er zu Ertis Pawlodar, wo er sich mit dem Verein durch Platz drei für den internationalen Wettbewerb qualifizierte. Sein Debüt auf europäischer Klubebene gab der Abwehrspieler am 2. Juli 2009 gegen den Vertreter aus Ungarn Haladás Szombathely, als er in der 48. Minute ausgewechselt wurde. 2011 wurde er an Lokomotive Astana ausgeliehen, mit dem er den kasachischen Supercup gewann. Nach seiner Rückkehr nach Pawlodar erreichte er 2012 das Finale des kasachischen Pokals.

#### FK Astana
Am 13. Januar 2014 wechselte Schomko zum FK Astana. Dort verbrachte er sieben Jahre.

#### Wechsel nach Russland und zurück nach Kasachstan
Anfang 2021 verließ er Kasachstan und wechselte zu Rotor Wolgograd nach Russland. Nach nur sechs Monaten wechselte er zurück nach Kasachstan zum FK Aqtöbe.

### Nationalmannschaft
Am 29. März 2009 gab Schomko sein Debüt für eine kasachische Nationalauswahl. Im Spiel gegen Israel hatte er seinen ersten Einsatz für die kasachische U-21-Nationalmannschaft über 90 Minuten. Sein erstes und einziges Tor für die U-21-Auswahl erzielte er am 15. November 2009 in der 5:1-Niederlage gegen Schweden. Er absolvierte in den Jahren 2009 bis 2012 insgesamt 15 Spiele.
Dmitri Schomko bestritt am 9. Februar 2011 gegen Belarus sein erstes Länderspiel für die kasachische Fußballnationalmannschaft, als er kurz vor Ende der Partie in der 85. Minute für Asat Nurghalijew eingewechselt wurde. Sein erstes Tor im Nationaltrikot erzielte er in einem Freundschaftsspiel am 4. Juni 2013 gegen Bulgarien. In der Qualifikation zur Fußball-Weltmeisterschaft 2014 gehört er in fünf Spielen zum kasachischen Aufgebot. Dabei konnte er gegen Irland am 13. Oktober 2013 auch sein zweites Tor für die Nationalmannschaft erzielen. Mit nur einem Sieg und sieben Niederlagen in zehn Spielen konnte sich Kasachstan nicht für das Turnier qualifizieren. Auch in der Qualifikation für die Fußball-Europameisterschaft 2016, für die sich Kasachstan nicht qualifizierte, gehörte Schomko als Stammspieler in sieben Spielen zum kasachischen Nationalteam. In der Qualifikation für die Fußball-Weltmeisterschaft 2018 absolvierte er acht Spiele; als Tabellenletzter der Gruppe verpasste er das Turnier mit der Nationalmannschaft klar.

## Erfolge
FK Astana
- Kasachischer Meister: 2014, 2015, 2016, 2017, 2018, 2019
- Kasachischer Pokalsieger: 2016
- Kasachischer Supercupsieger: 2011, 2015, 2018